# Taylor Gunman
Taylor Karl Gunman, né le 14 mars 1991 à Takapuna, est un coureur cycliste néo-zélandais.

## Biographie
En 2009, Taylor Gunman s'est fait un nom en remportant une étape du Tour of Northland et en terminant cinquième au général. En 2010, il remporte une autre étape de cette course et en 2011 il se classe cinquième du Tour de Geelong. En 2013, il gagne le prologue et une étape du Tour de Southland et termine finalement deuxième au général. 
En 2014, il rejoint l'équipe Avanti et devient champion de Nouvelle-Zélande du contre-la-montre. L'année suivante, il remporte le classement général de la New Zealand Cycle Classic, puis le Champion d'Océanie sur route. Avec ces deux succès, il assure la victoire au général de l'UCI Oceania Tour. En 2016, il déménage en Angleterre et court pour la formation britannique Madison Genesis. En 2017, il remporte une nouvelle étape du Tour de Southland. En 2018, il met fin à sa carrière de cycliste.

## Palmarès
- 2009
  - 3e étape du BDO Tour of Northland
  - 2e du Tour de l'Abitibi
- 2010
  - 2e étape du BDO Tour of Northland
- 2011
  - 3e de la REV Classic
- 2013
  - Prologue (contre-la-montre par équipes) et 4e étape du Tour de Southland
  - 2e du Tour de Southland
  - 3e du championnat de Nouvelle-Zélande du contre-la-montre espoirs
- 2014
  -  Champion de Nouvelle-Zélande du contre-la-montre
  - Prologue du Tour de Southland (contre-la-montre par équipes)
  - 6e du championnat d'Océanie du contre-la-montre
- 2015
  - UCI Oceania Tour
  -  Champion d'Océanie sur route
  - Classement général de la New Zealand Cycle Classic
  - Prologue du Tour de Southland (contre-la-montre par équipes)
- 2016
  - 3e de la REV Classic
- 2017
  - 2e étape du Tour de Southland
- 2018
  - Nick Clark Road Race

## Classements mondiaux
| Année                                 | 2014 | 2015 | 2016  |
| ------------------------------------- | ---- | ---- | ----- |
| Classement mondial                    |      |      | 1485e |
| UCI Oceania Tour                      | 21e  | 1er  | 52e   |
|                                       |      |      |       |
| Légende : nc = non classéSource : UCI |      |      |       |